# دل مور
دل مور (انگلیسی: Del Moore) بازیگر و کمدین اهل ایالات متحده آمریکا است.
از فیلم‌ها یا مجموعه‌های تلویزیونی که وی در آن‌ها نقش داشته است، می‌توان به پروفسور دیوانه، فریب‌خورده و دهان‌گشاد اشاره نمود.